# Enrico II il Pio
Enrico II il Pio (polacco: Henryk II Pobożny) (1196/1207 – Legnica, 9 aprile 1241) è stato un nobile polacco, duca di Slesia e granduca di Polonia dal 1238 fino alla sua morte.
Era figlio di Enrico I il Barbuto e di Edvige di Andechs. Succedette al padre nel 1238. Morì nella battaglia di Legnica contro i Mongoli.

## Biografia

### Il governo col padre
Enrico II era il secondo figlio del duca di Slesia, Enrico I il Barbuto, avuto dalla moglie (e in seguito santa) Edvige di Andechs, figlia del duca Bertoldo IV di Merania. Suo fratello maggiore Boleslao morì nel 1206. Nel 1213, suo fratello minore Corrado il Riccio morì durante una caccia, lasciando Enrico come unico erede della Bassa Slesia. Intorno al 1218 suo padre organizzò il suo matrimonio con la principessa Anna, figlia del re Ottocaro I di Boemia. Questa unione con la dinastia reale dei Přemyslidi permise a Enrico II di partecipare attivamente alla politica internazionale.
Enrico I il Barbuto designò rapidamente il suo unico figlio sopravvissuto come suo unico erede, e dal 1222, il giovane principe controfirmò i documenti con suo padre. Nel 1224 aveva il proprio sigillo e notaio. Nel 1227, durante un incontro dei Piast a Gąsawa, Enrico I e il gran duca Leszek I il Bianco caddero in un'imboscata, Leszek fu ucciso e Enrico I fu gravemente ferito. Il giovane Enrico II divenne duca provvisorio. Nel 1229 Enrico I fu catturato dal duca Corrado I di Masovia, e ancora il giovane Enrico II fece da duca ad interim. 
Durante il 1229-30, Enrico II condusse una spedizione militare per recuperare e assicurarsi il possesso della Terra di Lubusz, e nel 1233-34 Enrico sostenne attivamente gli affari di suo padre in Prussia e nella Grande Polonia. Nel 1234, Enrico I nominò suo figlio co-sovrano. Enrico II. Più tardi, Enrico I prese i ducati di Cracovia e la Slesia e Enrico II ricevette i ducati di Slesia e della Grande Polonia. Quando Enrico I il Barbuto morì il 19 marzo 1238, Enrico II divenne duca di Slesia, Cracovia e Grande Polonia.

### L'eredità del padre e il potere
Enrico II ereditò la Bassa Slesia da suo padre Enrico I. La Grande Polonia meridionale e Cracovia furono governate dai principi Piast, anche se il defunto duca della Grande Polonia e Cracovia, Ladislao III, aveva lasciato tutte le sue terre a Enrico I il Barbuto. Il testamento fu ignorato dal duca Corrado di Masovia e dal nipote di Ladislao III, Ladislao Odonic.
Enrico II poteva mantenere la sua autorità di reggente sul ducato dell'Alta Slesia di Opole-Racibórz e il ducato di Sandomierz durante la minoranza dei loro governanti Mieszko II il Grasso e Boleslao V il Casto. Tuttavia, nel 1239, Enrico fu costretto a dimettersi dalla reggenza, sebbene rimase in buoni rapporti con i duchi di Opole e Sandomierz e riuscì a mantenere Kalisz e Wieluń.
La situazione nel nord-ovest fu più complicata: il margravio Ottone III di Brandeburgo prese l'importante fortezza polacca a Santok e assediava Lubusz. Enrico II ereditò anche le dispute con Konrad di Masovia, Ladislao Odonic, e con la Chiesa, guidata da Pełka, arcivescovo di Gniezno. La situazione cambiò inaspettatamente dopo la morte di Ladislao Odonic il 5 giugno 1239, che lasciò due figli minori, Przemysł I e Boleslao il Pio. Enrico II prese la maggior parte delle proprietà di Odonic (incluso Gniezno), lasciando Nakło nad Notecią e Ujście ai figli di Odonic.
Enrico abbandonò quindi la tradizionale alleanza della sua famiglia con la casa imperiale Hohenstaufen e sostenne papa Gregorio IX, risolvendo immediatamente la sua disputa con la Chiesa. Egli pose fine ai suoi conflitti con Corrado di Masovia organizzando i matrimoni di due delle sue figlie a due dei figli di questo: Gertrude con Boleslao e Costanza con Casimiro I di Cuiavia. Nel 1239 Enrico II perse definitivamente la fortezza di Santok al margravio Ottone III dopo la sconfitta di Enrico nella battaglia di Lubusz.

### Invasione mongola
In Oriente, apparve un nuovo avversario pericoloso: i Mongoli, sotto la guida di Batu Khan, che, dopo l'invasione della Russia, scelse il regno d'Ungheria come suo prossimo obiettivo. Batu Khan si rese conto che doveva prendere il controllo della Polonia prima che potesse prendere l'Ungheria. Nel gennaio del 1241 Batu mandò truppe di ricognizione a Lublino e Zawichost. L'invasione fu lanciata un mese dopo da un esercito di 10.000 uomini sotto la guida di Orda Khan. Nella Piccola Polonia i mongoli incontrarono una resistenza più debole, sconfiggendo e uccidendo quasi tutta la nobiltà di Cracovia e Sandomierz nella battaglia di Tursko (13 febbraio) e le battaglie di Tarczek e Chmielnik (18 marzo), incluso il voivoda di Cracovia, Vladimir e il castellano Klement di Brzeźnica. Tutta la piccola Polonia, compresi Cracovia e Sandomierz, caddero nelle mani dei mongoli.

I possedimenti di Enrico II, alla massima espansione, 1239

Enrico II non attese l'aiuto promesso dai sovrani occidentali e iniziò a concentrare le truppe superstiti della Piccola Polonia e le sue forze della Slesia e della Grande Polonia a Legnica. I governanti europei erano più concentrati sulla lotta tra il Sacro Romano Impero e il papato, e ignorarono le richieste di aiuto di Enrico. Le uniche truppe straniere che si unirono a lui furono quelle del re Venceslao I di Boemia e le forze combinate di alcuni cavalieri templari. Alcune fonti riportano che le forze europee hanno fermato le loro truppe vicino a Legnica, probabilmente temendo che l'esercito cristiano sarebbe diventato una facile preda dei mongoli. La battaglia ebbe luogo il 9 aprile 1241. Enrico II fu sconfitto e ucciso in azione.

#### La sconfitta e la morte
La sconfitta fu ampiamente attribuita ai monarchi europei, in particolare all'imperatore Federico II e al re d'Ungheria Béla IV, che si era rifiutato di aiutare, e alla ritirata inaspettata dalla battaglia del cugino della Slesia superiore di Enrico, Mieszko II il Grasso, attraverso un trucco dei mongoli. Vi sono due descrizioni della morte di Enrico, una presentata da Jan Długosz (oggi in dubbio), e la seconda da C. de Brigia nel suo Historii Tartatorum (basato su resoconti di testimoni diretti, ora considerati più affidabili). Tuttavia, i mongoli non intendevano occupare il paese, e poco dopo passarono attraverso la Moravia in Ungheria, volendo connettersi con l'esercito principale di Batu Khan. Il corpo nudo e decapitato di Enrico poteva essere identificato solo da sua moglie, a causa della sua polidattilia. Aveva sei dita del piede sinistro, che fu confermato quando la sua tomba fu aperta nel 1832. Enrico fu sepolto nella cripta della chiesa francescana dei SS. Vincent e Jacob a Breslavia (Breslavia).
Nonostante abbia regnato per soli tre anni, Enrico rimase nei ricordi della Slesia, Grande Polonia e Cracovia come il perfetto cavaliere cristiano, signore e martire, la cui brillante carriera fu bruscamente interrotta dalla sua morte prematura. Alla sua morte, la linea dei Piast di Slesia si frammentò in numerosi duchi di Slesia, che (eccetto il nipote di Enrico, Enrico IV il Probo) non erano più in grado di prevalere come granduchi polacchi e in seguito subirono l'influenza del vicino regno di Boemia.
Nel 1944, il corpo di Enrico II il Pio scomparve dopo essere stato prelevato dalla sua tomba da scienziati tedeschi per test di laboratorio; avevano sperato di dimostrare che il principe fosse ariano.

## Matrimonio e discendenza
Nel 1216 Enrico sposò Anna di Boemia († 1265), figlia del re boemo Ottocaro I e della sua seconda moglie Costanza d'Ungheria, appartenente alla dinastia Přemyslide. Alla coppia nacquero cinque figli e cinque figlie:
- Gertrude (1218/1220 - 1244/1247), nel 1232 sposò Boleslao I di Masovia;
- Costanza (1221/1227 - 1253/1257), nel 1239 sposò Casimiro I di Cuiavia;
- Boleslao II (1220/1225 - 1278), duca di Liegnitz;
- Mieszko (1223/1227 – 1241/1242), duca di Lebus;
- Enrico III il Bianco (1222/1230 – 1266), duca di Slesia;
- Elisabetta (1224/1232 - 1265), nel 1244 sposò Przemysł I della Grande Polonia;
- Corrado II (1228/1231 – 1273/1274), duca di Slesia, dal 1251 duca di Glogau;
- Ladislao (1237 – 1270), duca di Slesia, eletto nel 1257 vescovo di Bamberga e subito dimesso, nel 1265 vescovo di Passau, subito dimesso per diventare principe vescovo di Salisburgo, in carica fino alla morte;
- Agnese (1230/1236 – dopo 1277), badessa del convento di Santa Chiara a Trebnitz;
- Edvige (1238/1241 – 1318), badessa del convento di Santa Chiara a Breslavia.

## Ascendenza
|                       |                     |                       | Genitori                                   |  |  | Nonni |  |  | Bisnonni               |  |  | Trisnonni               |  |
|                       |                     |                       |                                            |  |  |       |  |  | Ladislao II l'Esiliato |  |  | Boleslao III di Polonia |  |
|                       |                     |                       |                                            |  |  |       |  |  | Ladislao II l'Esiliato |  |  | Boleslao III di Polonia |  |
|                       |                     | Zbyslava di Kiev      |                                            |  |  |       |  |  | Ladislao II l'Esiliato |  |  |                         |  |
| Boleslao I l'Alto     |                     |                       |                                            |  |  |       |  |  | Ladislao II l'Esiliato |  |  |                         |  |
|                       |                     | Agnese di Babenberg   | Leopoldo III di Babenberg                  |  |  |       |  |  |                        |  |  |                         |  |
|                       |                     | Agnese di Babenberg   | Leopoldo III di Babenberg                  |  |  |       |  |  |                        |  |  |                         |  |
|                       |                     | Agnese di Babenberg   | Agnese di Waiblingen                       |  |  |       |  |  |                        |  |  |                         |  |
| Enrico I il Barbuto   |                     | Agnese di Babenberg   |                                            |  |  |       |  |  |                        |  |  |                         |  |
|                       |                     | …                     | …                                          |  |  |       |  |  |                        |  |  |                         |  |
|                       |                     | …                     | …                                          |  |  |       |  |  |                        |  |  |                         |  |
|                       |                     | …                     | …                                          |  |  |       |  |  |                        |  |  |                         |  |
| Cristina              |                     | …                     |                                            |  |  |       |  |  |                        |  |  |                         |  |
|                       |                     | …                     | …                                          |  |  |       |  |  |                        |  |  |                         |  |
|                       |                     | …                     | …                                          |  |  |       |  |  |                        |  |  |                         |  |
|                       |                     | …                     | …                                          |  |  |       |  |  |                        |  |  |                         |  |
| Enrico II il Pio      |                     | …                     |                                            |  |  |       |  |  |                        |  |  |                         |  |
|                       | Bertoldo I d'Istria | Bertoldo II d'Andechs |                                            |  |  |       |  |  |                        |  |  |                         |  |
|                       | Bertoldo I d'Istria | Bertoldo II d'Andechs |                                            |  |  |       |  |  |                        |  |  |                         |  |
|                       | Bertoldo I d'Istria | Sofia di Carniola     |                                            |  |  |       |  |  |                        |  |  |                         |  |
| Bertoldo IV d'Andechs | Bertoldo I d'Istria |                       |                                            |  |  |       |  |  |                        |  |  |                         |  |
|                       |                     | Edvige di Wittelsbach | Ottone IV di Wittelsbach                   |  |  |       |  |  |                        |  |  |                         |  |
|                       |                     | Edvige di Wittelsbach | Ottone IV di Wittelsbach                   |  |  |       |  |  |                        |  |  |                         |  |
|                       |                     | Edvige di Wittelsbach | Heilika di Pettendorf-Lengenfeld-Hopfenohe |  |  |       |  |  |                        |  |  |                         |  |
| Edvige di Andechs     |                     | Edvige di Wittelsbach |                                            |  |  |       |  |  |                        |  |  |                         |  |
|                       |                     | Dedi III di Lusazia   | Corrado di Meißen                          |  |  |       |  |  |                        |  |  |                         |  |
|                       |                     | Dedi III di Lusazia   | Corrado di Meißen                          |  |  |       |  |  |                        |  |  |                         |  |
|                       |                     | Dedi III di Lusazia   | Luitgarda di Ravenstein                    |  |  |       |  |  |                        |  |  |                         |  |
| Agnese di Rochlitz    |                     | Dedi III di Lusazia   |                                            |  |  |       |  |  |                        |  |  |                         |  |
|                       |                     | Matilde di Heinsberg  | …                                          |  |  |       |  |  |                        |  |  |                         |  |
|                       |                     | Matilde di Heinsberg  | …                                          |  |  |       |  |  |                        |  |  |                         |  |
|                       |                     | Matilde di Heinsberg  | …                                          |  |  |       |  |  |                        |  |  |                         |  |
|                       |                     | Matilde di Heinsberg  |                                            |  |  |       |  |  |                        |  |  |                         |  |